# Sergio Martínez (boxeador)
Sergio Gabriel Martínez (Quilmes, 21 de febrero de 1975), apodado Maravilla, es un boxeador profesional argentino. Fue campeón mundial de peso mediano del CMB, OMB, y anteriormente de peso superwelter del CMB y OIB. Se mantuvo como Campeón lineal de peso medio por 50 meses entre 2010 y 2014, lapso en el que fue considerado generalmente como el tercer boxeador libra por libra del mundo, tras Manny Pacquiao y Floyd Mayweather, Jr., aunque en mayo de 2011, tras retirar brevemente de su ranking a Mayweather por inactividad, The Ring llegó a ubicar a Martinez como el 2.º boxeador libra por libra mundial. En 2010 Martínez recibió el Sugar Ray Robinson Award por parte de Boxing Writers Association of America (BWAA), y fue nombrado Boxeador del año por The Ring, CMB y Sports Illustrated. La CMB lo distinguiría nuevamente como su boxeador del año en 2012.
Fue campeón mundial interino superwélter del WBC el 4 de octubre de 2008, ante Alex Bunema, reteniéndolo el 14 de febrero de 2009 ante el puertorriqueño Kermit Cintrón.
En mayo de 2009, el WBC decide coronar a Martínez como campeón regular del superwélter.
El 17 de abril de 2010, en Atlantic City, Nueva Jersey, ante el campeón mundial del peso medio, Kelly Pavlik, “Maravilla” da la sorpresa y, tras una auténtica exhibición de boxeo, derrota al estadounidense, proclamándose como el mejor del mundo en las 160 libras. Sergio se convierte de esa manera en campeón mundial de dos pesos distintos y comienza a sonar para las grandes peleas.
Su irrupción definitiva dentro de los mejores del planeta ocurre cuando, en la primera defensa de su nuevo cinturón, noquea de manera espectacular, y en combate de revancha, a Paul Williams. En tan solo dos asaltos, y con un poderoso izquierdazo, Martínez finaliza el 2010 considerado como el mejor boxeador del año.
Desde entonces, el argentino ha realizado tres defensas más de su entorchado como campeón mundial lineal del peso medio, noqueando al campeón mundial superwélter OMB Sergei Dzinziruk, en ocho asaltos, al campeón de Europa y futuro campeón mundial FIB de la categoría, Darren Barker, en once turnos, y al también británico, y considerado por todos como número 2 de la división, Matthew Macklin, por retirada, en otros once asaltos.
El 15 de septiembre de 2012, en Las Vegas, Sergio Martínez se alza con el título mundial de peso mediano del CMB, ante Julio César Chávez, Jr., por decisión unánime de los jueces, provocando en Argentina el fervor popular de los medios y la gente en general.
El 16 de octubre de 2013 le entregó una edición especial del cinturón verde y oro de campeón del WBC al Papa Francisco, título que consiguió en septiembre de 2012. Además, le pidió "bendición y protección espiritual para todos los que saltan al ring" y le explicó sus campañas contra la violencia doméstica y el bullying.
Obtuvo título vacante OMB latino de peso wélter, título vacante argentino FAB de peso superwélter, título OIB de peso superwélter, título CMB latino de peso superwélter, título interino CMB de peso superwélter, títulos CMB, OMB y The Ring de peso mediano, cinturón de diamante de peso mediano, título WBC en el peso mediano.

## Biografía

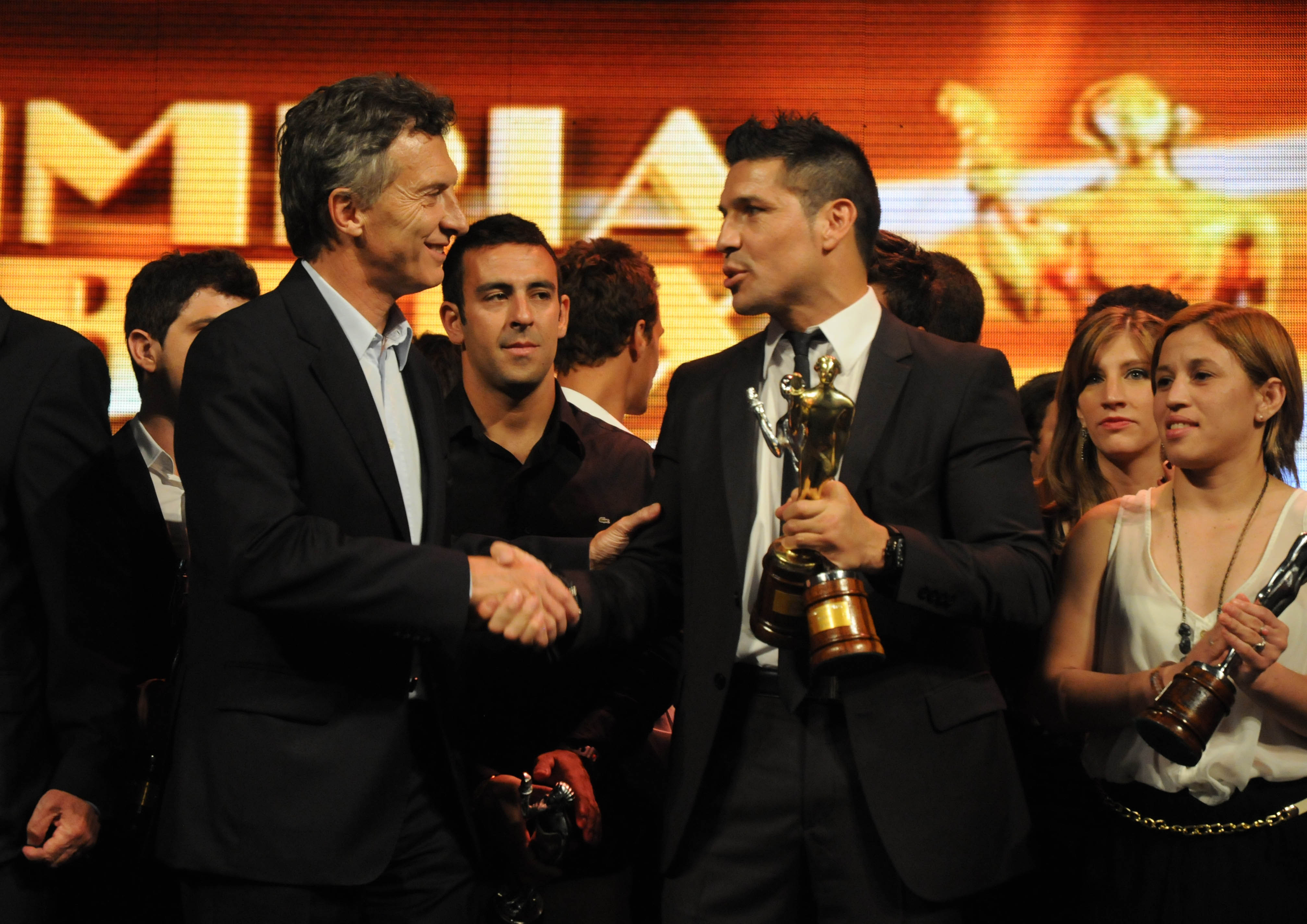
Martínez estrechando la mano de Mauricio Macri, cuando fue galardonado con el Olimpia de Oro en 2012.

Sergio Gabriel Martínez nace un 21 de febrero en Quilmes, provincia de Buenos Aires, Argentina, siendo el mediano de tres hermanos. Hugo Alberto, su padre, se dedica a la metalurgia, viéndose muy pronto obligado a trasladarse junto a Susana Griselda, su mujer, y sus hijos a lo largo de las ciudades en las que conseguía encontrar trabajo para poder alimentar a su humilde familia.
Quilmes, Buenos Aires, Mar del Plata y finalmente de vuelta a Quilmes (de donde él mismo se considera oriundo), son lugares que vieron vivir a la familia Martínez durante su peregrinar.
El quilmeño realizó sus estudios primarios, continuados con cursos de inglés y secretariado comercial, hasta que, debido a la ausencia de su hermano mayor por el Servicio Militar Obligatorio, se vio obligado a abandonarlos para colaborar con su padre, trabajando de la mañana a la noche.
Desde muy joven se destacó en tantos deportes como participaba, fundamentalmente en el fútbol en el equipo de su barrio, Claypole, como goleador en el mismo, peleando codo con codo junto a jugadores que ahora triunfan en el profesionalismo y estando a punto de fichar a los 20 años por Los Andes.
Debido a la tradición familiar, Sergio se inicia como púgil a los 20 años, entrenando junto a su tío Rubén Paniagua, y su progresión es tan fulgurante que cinco semanas más tarde debutaba como amateur con victoria.
Durante esta época, ya a las órdenes de sus tíos, Raúl y Carlos Paniagua, su particular estilo fascina a aficionados y periodistas, de tal manera que el periodista Luis Blanco, le pone el apelativo de “Maravilla”, que le seguirá durante el resto de su carrera.
Realiza 56 combates, se proclama dos veces campeón argentino, campeón intercontinental y su progresión le lleva a participar con la selección argentina en el Mundial de Hungría del año 1997 con sus compañeros Omar Narváez, Jorge Álvarez, Fabricio Nieva, Guillermo Saputo y Santiago Nieva, siendo derrotado en cuartos de final por el rumano Adrian Diaconu, medalla mundialista en 1997 y 1999.
A principios de los 2000, marchó a vivir a la localidad de Alovera, Guadalajara, España, ciudad que como él mismo decía ni conocía y a la que llegó varias semanas después de llegar a Madrid tras una odisea de viaje de tren en tren desde Roma. Tras su llegada a España contactó con el que sería su primer entrenador, Gabriel Sarmiento, y a su cutman y segundo entrenador, Ricardo Sánchez Atocha a partir del número de teléfono olvidado en el fondo de un bolsillo. Debido a su estancia tantos años en España, Sergio Martínez cuenta con una buena fanaticada en este país. Martínez reside desde hace años en Madrid (España), aunque suele preparar sus combates en Oxnard (California), ciudad conocida boxísticamente por ser el hogar de Fernando Vargas.

## Carrera profesional
Ya como profesional, dejando una estela de 16 triunfos en 17 peleas sin conocer el sabor de la derrota, pasó de la mañana a la noche, a ser colocado en el epicentro del mundo boxístico. El suntuoso ring del Mandalay Bay de Las Vegas, fue el marco montado para una prueba de fuego, con la presencia de 8.000 mexicanos que anhelaban conocer la proyección real de otro invicto de estrella ascendente, el crédito de Tijuana, Antonio «El Tornado de Tijuana» Margarito (20-3-0). El resultado fue malo para Martínez, quien llegó como favorito: Martínez perdió por nocaut en el séptimo asalto.
Luego de esa pelea, regresó a la Argentina y se reacomodó en el carril de los éxitos. Ganó un par de combates por puntos y luego vino la chance por el título latinoamericano wélter de la Organización Mundial de Boxeo (OMB), ante el connacional Adrian Walter Daneff, a quien venció por KO en 4 asaltos. De esas últimas peleas precisamente, surgió una lesión en la mano izquierda que lo obligaría a una operación quirúrgica que lo alejó de los cuadriláteros durante un año. Continuando en el medio local, en el 2001 regresó a las peleas importantes y a los triunfos resonantes. Obtuvo el título FAB (Federación Argentina de Boxeo) ante Javier Alejandro Blanco y lo defendió dos veces, siendo su última presentación en cuadriláteros argentinos el 2 de febrero de 2002. Hacía muy poco tiempo habían ocurrido serios estallidos sociales y el país atravesaba la peor crisis económica de su historia. En ese momento, tomó la decisión más trascendental de su vida: cuanto antes emigraría a España.
Después de su primera pelea en suelo español, que fue triunfo por puntos ante Álvaro Moreno Gamboa, la FAB lo despojó de su corona argentina. Igualmente, aquel título argentino formaba parte ya de una etapa concluida. La vida que se iniciaría a continuación, con base en Azuqueca de Henares, una pequeña ciudad cercana a Guadalajara-España a órdenes de Gabriel Eduardo Sarmiento (hermano de «El Hueso» Sarmiento, el excampeón IBO peso superligero) y dentro del equipo de Ricardo Sánchez Atocha, era la única opción que le permitiría acceder a los primeros planos mundiales.
Es su periodo español, llegan los momentos más felices de su carrera boxística. Potenciado por el crecimiento físico, que viene con el trabajo de gimnasio complementado con pesas que empieza a desarrollar en España, en junio de 2003 vence a Richard Williams y captura su primer título internacional, el campeonato mundial peso superwelter de la IBO, en una de las plazas boxísticas más difíciles del planeta, el M.E.N. Arena de Mánchester, Lancashire, en el Reino Unido. Realiza dos defensas del título en territorio inglés: frente a Adrian Stone (33-4-2) y la revancha frente a Williams, con dos fantásticas victorias antes del límite.
Tras dos años de reinado renuncia a ese título IBO para obtener la chance de pelear por otra consagración importante: el título mundial latino del Consejo Mundial de Boxeo. En una pelea que culminó con escándalo y serios incidentes dentro y fuera del cuadrilátero, venció por nocaut en el undécimo asalto al georgiano nacionalizado español Albert Airapetian (18-1-0) obtuvo ese cinturón, y luego continuó con cinco victorias consecutivas en suelo español, una de ellas defendiendo su título Latino Consejo Mundial de Boxeo.
Para fines del 2006, ya estaba para cosas mayores y comienza una intensa especulación sobre sus posibles rivales dentro de una categoría cargada de nombres ilustres.
El objetivo de todo su equipo está centrado en un regreso triunfal a Las Vegas y, en la medida de lo posible, por un prestigio mayor como podría ser el de una chance directa o eliminatoria por un título mundial CMB, OMB o FIB. En ese contexto, debe cruzarse en el camino de un peligroso pegador mexicano que está abonado a las plazas superiores del ranking del Consejo Mundial de Boxeo: Saúl «La Fiera» Román (27-24ko-2-0). Y en un anticipo de los tiempos que vendrán, la promoción de su carrera boxística pasa delante de los grandes radares de la megaproductora Golden Boy que maneja Óscar de la Hoya. Es él quien decide llevar la pelea con Román a los Estados Unidos, eligiendo el Casino del Grand Plaza Hotel de Houston, en el estado de Texas. La fecha 27 de abril del 2007.
El rotundo triunfo ante «La fiera» Román lo posicionó de manera brillante. Su récord de enfrentamientos con tops 50 de los rankings mundiales llegó a un impresionante 10-1. Su única derrota databa de hacía 7 años. Su última racha de triunfos consecutivos (26) solo se la compartía un pequeño puñado de «popes» mundiales. Pero la chance mayor todavía no le llegaría. Se hablaba del nicaragüense Ricardo Mayorga, o tal vez su compatriota Carlos Manuel Baldomir, o por qué no el veterano Vernon Forrest, todo sonaba con mucha fuerza. Lo cierto es que ninguna de esas posibilidades se concretaron y nadie parecía estar verdaderamente ansioso de cruzarlo.
Para su decepción esas ilusiones se debieron conformar, en octubre de este año, con una victoria por nocaut en el cuarto asalto ante quien por palmarés resultaba casi un insulto para la jerarquía del argentino. Un rumano llamado Pavel Florin Madalin que ostentaba un horrible historial de 34 derrotas y solo 3 triunfos. Siendo cada vez más conocido en los Estados Unidos realizó sus últimas dos presentaciones ante dos probadores en ese país.

### Campeón interino superwélter CMB
El 4 de octubre de 2008, en el casino Pechanga de California, conquistó el cetro interino superwélter del Consejo Mundial de Boxeo (CMB), al derrotar por nocaut técnico en ocho asaltos al congoleño Alex Bunema. El 14 de febrero de 2009, en una controversial pelea, defendió por primera vez la corona interina, empatando por puntos con el puertorriqueño Kermit Cintrón. En el séptimo asalto de este combate noqueó a Cintrón y el árbitro Frank Santore Jr. dio por finalizada la pelea, acción que retrotrae tras las protestas del propio Cintrón y de su equipo que alegaban que había sido un nocaut ilegal, provocado por un golpe detrás de la cabeza, por lo que el árbitro reanudó el octavo asalto tras tres minutos. Unos asaltos después, el propio Frank Santore Jr. le quitó un punto, precisamente por un golpe detrás de la cabeza, decisión que fue muy protestada por Sergio Martínez y su equipo, y que resultó trascendental a la hora del resultado de empate, una decisión generalmente muy protestada por los expertos.

### Campeón mundial medio del CMB y la OMB
El 15 de abril de 2010 en el Boardwalk Hall de Atlantic City (Estados Unidos) se celebró la pelea contra Kelly Pavlik, donde el argentino ganó por decisión unánime por puntos y logró los campeonatos mundiales medios del CMB y la OMB. En la pelea dominó a Pavlik excepto del quinto al octavo asalto, cuando Pavlik derribó dos veces a Martínez. Desde el octavo, Pavlik lució una cara sangrante debido a dos cortes en las cejas. El 21 de noviembre de 2010, en Atlantic City, retuvo el título mundial ante el estadounidense Paul The Punisher Williams, al que derrotó en el segundo asalto con un nocaut, el cual fue nombrado nocaut del año por la revista The Ring.

### Combates contra Sergiy Dzinziruk y Darren Barker
A comienzos del año 2011 Sergio Martínez debía pelear con Sebastian Zbik, era su retador obligatorio. Pero la cadena de televisión HBO, cadena que retransmitía la pelea no quería a ese rival en pantalla, así que el CMB y Sergio Martínez cedieron y finalmente el rival para pelear en marzo sería Sergiy Dzinziruk. La CMB se inventó el cinturón diamante y desposeyó a Sergio Martínez del título de campeón de peso medio, ese título curiosamente fue puesto en juego con Sebastian Zbik y Julio César Chávez, Jr. como aspirantes. Ese combate se retransmitió en HBO, a pesar de la negativa de la cadena de contar con Sebastian Zbik como contendiente. En la pelea contra Dzinziruk, Martínez venció tirando hasta en 5 ocasiones al duro boxeador ucraniano, que no había caído ni una sola vez en su carrera y estaba invicto con 37 combates ganados, 23 antes del límite.
Debido a la dificultad de encontrar rivales, Darren Barker un prácticamente desconocido púgil inglés se ofreció a través de Twitter para ser el rival de Martínez el 1 de octubre en el Boardwalk Hall de Atlantic City. Fue una pelea dura para el boxeador argentino, las tarjetas eran muy ajustadas a su favor, debido a que Barker hizo una pelea muy seria, con una guardia muy cerrada al estilo europeo, usando mucho la mano adelantada y conectando muchos golpes. Tanto es así que Martínez terminó el combate con una hemorragia nasal que arrastraba desde el cuarto asalto. Barker usaba el jab, mantenía la distancia, conectaba más, pero con mucha menos potencia, que la del boxeador de Quilmes, que pegaba con mucha fuerza. En la ronda 11 Martínez conectó un crochet de derecha que derrumbó literalmente al boxeador inglés, que no llegó a levantarse en la cuenta de diez y tuvo que ser ayudado por su equipo y el médico a incorporarse. Al término del combate Darren Barker fue trasladado al hospital debido a una fractura en la nariz.

### Búsqueda de rivales, ruptura con HBO y conflicto con el CMB

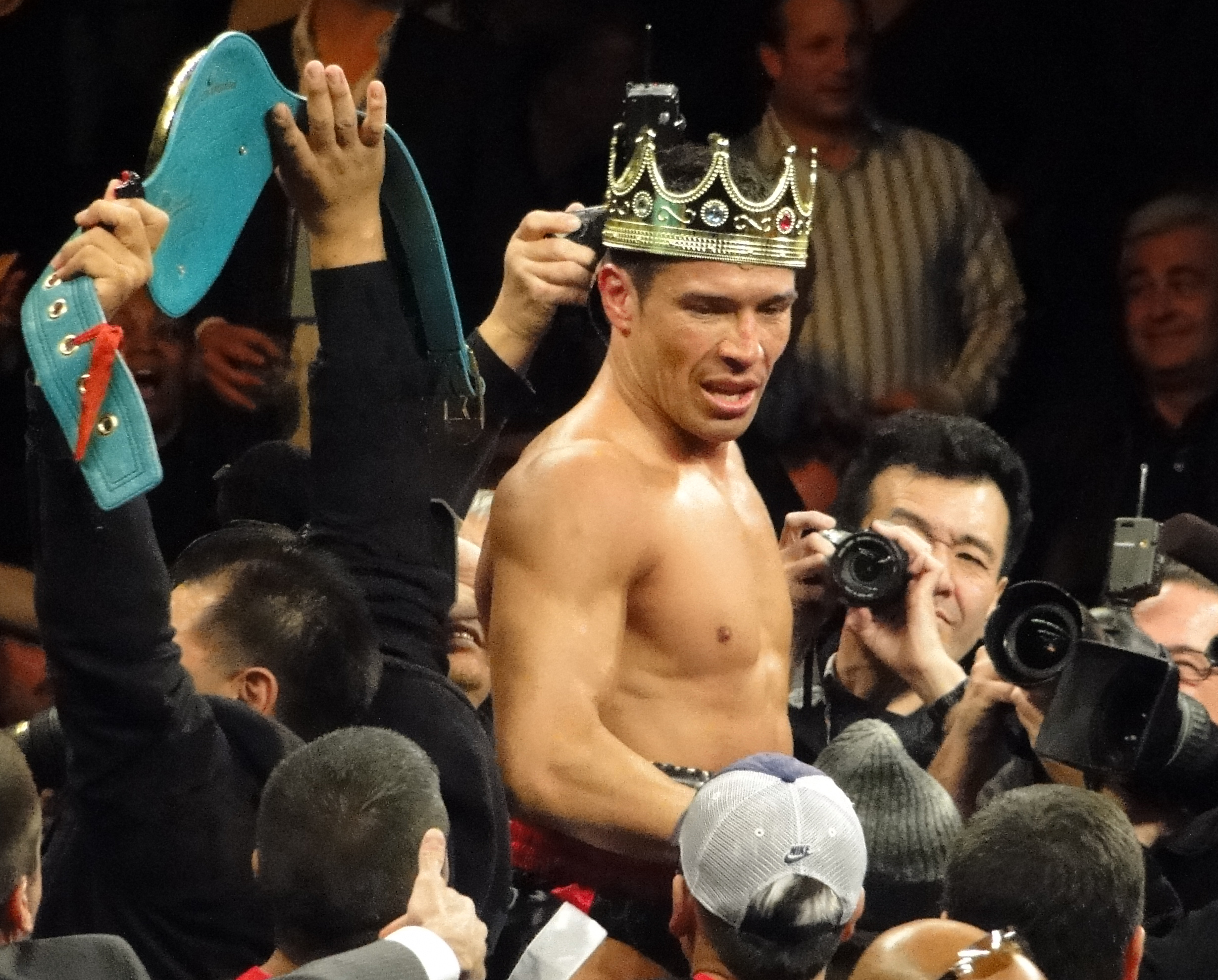
«Maravilla» Martínez después de haber defendido su título ante Paul Williams en noviembre de 2010.

Después de su exitosa defensa del cinturón Diamante ante Darren Barker, Martínez mostró de nuevo su deseo de enfrentar a los mejores, como Floyd Mayweather, Jr. o Manny Pacquiao con la condición que el peso fuera de 150 libras, ya que por constitución física Martínez no podría bajar más. A su vez también se ofreció a pelear contra Miguel Cotto, pero Cotto y su promotor Bob Arum no estaban interesados, ya que decían que el argentino no era un púgil conocido y que no era negociable una pelea con él. Ante esto Martínez dijo a los medios que si Miguel Cotto ganaba le daba toda su bolsa, volvieron a responder como en la ocasión anterior.
Poco más tarde en una convención del CMB, José Sulaimán prometió a Martínez que ordenaría un enfrentamiento entre él y Julio César Chávez, Jr. Pero unos días después, Sulaimán se desdice y ordena la defensa del hijo de «la leyenda» contra Marco Antonio Rubio, un púgil que anteriormente se había ganado un choque contra el campeón de Sonora. Ante la anunciación de aquel combate, Sergio Martínez sin pelos en la lengua, afirma que se sale del CMB y que abandona HBO porque que se siente maltratado por ellos. En el caso del primero, porque le prometió un combate contra Chávez Jr. y finalmente no se hizo y con el segundo, porque la cadena le dijo que Sebastian Zbik no iba a salir nunca en su pantalla, tampoco fue así ya que se enfrentó contra Chávez Jr. por el título mediano.
Días antes, el CMB, ante la indignación de los aficionados, iba a ordenar el enfrentamiento entre Julio César Chávez, Jr. y Martínez si ambos ganaban sus respectivos combates.

### Sergio Martínez vs Matthew Macklin
El combate se dio el 17 de marzo de 2012 en un Teatro del Madison Square Garden de Nueva York con las 4671 entradas disponibles agotadas. La noche del Día de San Patricio trajo esa multitud entre los que había muchos irlandeses, y todos ellos alentaban A Matthew Macklin, un boxeador nacido en Inglaterra, pero de padres irlandeses. Macklin comenzó la pelea de una manera que sorprendió a todos, fue al contraataque en lugar de ser el agresivo fajador que todos esperaban. Después de unos seis asaltos igualados, el mejor momento para Macklin, llegó en el séptimo asalto cuando, faltando 30 segundos para el final, le conectó a Martínez con un derechazo cuando estaban peleando en corto y Martínez tocó las lonas con su guante, lo cual fue marcado como caída. El de Quilmes estaba con la pierna derecha por delante de la izquierda del irlandés y tras un cruzado de derecha de Macklin, Martínez tropezó y tocó con el guante la lona. Martínez, aparentemente dándose cuenta finalmente que estaba en una dura pelea, subió el volumen de golpes, lanzó rápidas rectas de izquierda y comenzó a sacudir a Macklin con duros golpes en el octavo asalto. Prácticamente no podía errar con su izquierda Maravilla Martínez, y Macklin estaba decayendo rápidamente en la décima vuelta. Su rostro estaba siendo castigado, él estaba sangrando y tenía un feo corte sobre su ojo izquierdo. Finalmente, a finales de la decimoprimera ronda, Martínez anotó dos claras caídas con su mortal izquierda. Macklin, quien tiene un tremendo corazón, sobrevivió dos caídas, la segunda de las cuales llegó justo ante el campanazo final del round. Pero Buddy McGirt, entrenando a Macklin por primera vez, tomó una buena decisión al lanzar la toalla al final del round. Al final del combate, la cadena televisiva HBO no le preguntó por Julio César Chávez Jr., pero Maravilla volvió a dejar claro que quiere una pelea contra los mejores, sean quienes sean.

### Sergio Martínez vs Julio César Chávez Jr.
El combate entre ambos se llevó a cabo el 15 de septiembre de 2012 en el Thomas & Mac Center, en Las Vegas, con un estadio con más de 19.000 entradas vendidas y totalmente agotadas. Maravilla dominó ampliamente los primeros 11 asaltos, yendo al ataque en algunas ocasiones y midiendo a Chávez Jr. la mayoría del tiempo. Al llegar el asalto número 12, comenzó una pelea intensa, ya que se llevaron a cabo ataques por parte de ambos peleadores. Maravilla cae por un poderoso pero tardío contraataque de Chávez quien estuvo a punto de noquearlo, pero Maravilla no se rindió y peleando hacia atrás continuó la pelea. Luego volvió a caer, pero aunque intentó pelear de igual a igual, se mantuvo peleando hacia atrás para no ser noqueado y sobrevivió hasta la campanada final, aguantando hasta el último momento. Finalmente, Sergio "Maravilla" Martínez se impuso en los puntajes por decisión unánime de los jueces, por 117-110, 118-109 y 118-109, logrando así consagrarse campeón del cinturón de peso mediano del Consejo Mundial de Boxeo y recuperando el mismo. De esta forma, se consagró campeón y le quitó el invicto a Julio César Chávez Jr.

### Sergio Martínez vs Martin Murray
El quilmeño Sergio “Maravilla” Martínez retuvo, la noche del sábado 27 de abril de 2013, el título mundial de peso mediano del CMB al imponerse por puntos en fallo unánime al inglés Martin Murray. Al cabo de 12 asaltos, en el Estadio José Amalfitani, en el barrio porteño de Liniers, los jurados coincidieron al considerar en las tres tarjetas que el campeón ganó por 115-112. Sin embargo, la pelea pareció mostrar un desarrollo más parejo, en la cual Martínez cayó a la lona en el octavo asalto, que pareció terminar con el europeo levemente al frente en las tarjetas. El campeón finalizó el combate con la mano izquierda lastimada.

### Sergio Martínez vs Miguel Cotto
La noche del sábado 7 de junio de 2014, Martínez expuso su cinturón de los medianos frente al experimentado puertorriqueño Miguel Cotto. Antes de la pelea, se hizo público por los medios deportivos que Martínez no se encontraba recuperado completamente de lesiones del pasado y que tenía problemas para entrenar satisfactoriamente, optando inclusive por no trotar días antes de la pelea. Lo anterior puso en tela de duda las condiciones en las que Martínez se presentaría a pelear. En los primeros minutos del primer asalto Cotto conectó una izquierda de la cual Martínez no pudo recuperarse, cayendo dos veces más en el mismo asalto. Tras caer tres veces en el primer asalto, Martínez siguió luchando los siguientes ocho asaltos sin movilidad ni respuesta a los embates del puertorriqueño. Fue derribado nuevamente en el noveno asalto y con el rostro deformado por los golpes. Antes de comenzar el décimo asalto su entrenador decidió que Martínez no continuaría, decretando la derrota por Knock Out técnico.

### Retiro oficial
El 14 de junio Sergio Martínez, a sus 40 años, anunció oficialmente su retiro. Las múltiples lesiones que arrastró en los últimos tiempos hicieron mermar considerablemente su boxeo y principalmente sus problemas en una de sus rodillas le obligó a colgar definitivamente los guantes. Martínez dejó el boxeo con un récord de profesional en 51-3-2 con 28 nocauts, pese a su edad siempre se preparó a conciencia y de no ser por sus problemas de lesiones su intención era seguir boxeando.

### Regreso y combate amateur
En 2020, y después de 6 años de su último combate, Sergio "Maravilla" Martínez anunció su regreso al boxeo a los 45 años de edad para enfrentar a José Miguel Fandiño el viernes 21 de agosto en Torrelavega (Cantabria), España en un combate de peso medio. En una pelea en la que Maravilla fue de menos a más, y comenzando con un ritmo lento pero preciso, logró noquear a Fandiño en el 7.º asalto y quedarse con la victoria. Luego de la pelea anunció que deseaba volver a luchar por un título mundial. A final de 2020 volvió a combatir, en este caso contra el boxeador finlandés Jussi Koivula, y volvió a ganar por TKO en el noveno asalto. Este año volvió a ser premiado con un Premio Konex, esta vez el de Platino al mejor boxeador de la última década en Argentina.
Al año siguiente el 25 de septiembre en una pelea discreta le ganó al británico Brian Rose luego de 10 asaltos por decisión unánime, siendo local en Valdemoro (Madrid), España.
Ya en el año 2022, volvió a pelear en Madrid (Wizink Center) contra otro británico, esta vez Macaulay McGowan, a quien también venció a través de las tarjetas en una pelea pactada a 10 asaltos. Sobre el final de año el 11 de diciembre tuvo otra pelea, la cual se disputó en el Caribe Royal Orlando, Florida, Estados Unidos contra el local Noah Kidd al que venció por nocaut en el segundo asalto.
En marzo de 2023 el excampeón mediano del Consejo Mundial de Boxeo (CMB) volvió a pelear en su país casi 10 años después de su última actuación, una recordada noche en el estadio de Vélez Sarfield. Y además fue su primera pelea en Argentina desde su regreso a la actividad en 2020, marcando un hito en su carrera al pelear por primera vez en el Luna Park. Protagonizó la pelea estelar de la noche contra el colombiano Jhon Teherán, al que noqueó en el primer asalto a los 90 segundos. De esta manera ganó su sexta pelea consecutiva y va en busca de una chance por el título mundial de la categoría.

"Les agradezco a todos por haber venido, gracias infinitamente por haber recogido este calor. ¡Estoy muy potente! Les digo una cosa: que no te hagan creer que 48 años es mucho. No terminé, hasta el título mundial no paro. La chance mundialista va a llegar en algún momento. Sé que va a ser así, por una cuestión de decantación, por inercia, por posición, por efectividad en mi carrera, por historia, por récord. Hay muchas razones. Estoy ahí de un título del mundo"
Martínez tras su pelea en el Estadio Luna Park.

En 2024, Martínez volvió nuevamente al boxeo, pero sin ser una pelea oficial, para enfrentarse al exfutbolista Pablo Migliore. El encuentro se realizó el 19 de diciembre en el estadio José Amalfitani, ante más de 45 mil personas bajo el marco del evento Párense de manos de Lucas Rodríguez. Maravilla contó con la victoria por puntos ante Migliore.

### Actor
Martínez actuó en la película Pistolero
del director Nicolás Galvagno, junto a Lautaro Delgado, Diego Cremonesi y Juan Palomino, en el papel del bandido rural Claudio Mendoza. La misma fue estrenada el 10 de octubre de 2019.

## Filmografía
| Año  | Título    | Papel           | Notas |
| ---- | --------- | --------------- | ----- |
| 2019 | Pistolero | Claudio Mendoza |       |
| 2022 | Búfalo    | El Búfalo       |       |
| 2024 | Chamamé   |                 |       |

## Televisión
| Programas | Programas                  | Programas             | Programas  |
| Año       | Título                     | Rol/Personaje         | Canal      |
| --------- | -------------------------- | --------------------- | ---------- |
| 2012      | Duro de Domar              | Stand Up              | El Nueve   |
| 2012      | Bailando por un Sueño 2012 | Participante          | El Trece   |
| 2012      | Este es el show            | Invitado              | El Trece   |
| 2013      | Susana Giménez             | Invitado              | Telefe     |
| 2016      | Loco por vos               | Marcial               | Telefe     |
| 2020      | La persuasión              | Ignacio Sánchez Pardo | TV Pública |

## Estilo
El argentino tuvo un estilo propio peleando en el que destacaba su heterodoxa guardia con sus manos bajas, acompañada de velocidad mental y de manos, y un gran juego de piernas lo que lo convertía en un gran contragolpeador. Así también tenía un poder de golpe decente, una técnica refinada y grandes reflejos.

## Vida personal
Martínez reside en Madrid, España. Es divorciado y salió un tiempo con la comentarista deportiva Silvana Carsetti. Escribió su libro biográfico y de superación personal "Corazón de Rey". Recientemente tuvo un combate benéfico en el que se enfrentó con Ignacio Osborne "El Estepeño". Todas las recaudaciones fueron destinadas a la construcción de un hospital en el Congo.
Mantuvo una breve relación amorosa con la actriz de cine adulto Lisa Ann.
Es expareja de la notera Silvana Carsetti (conocida como "La Ragazza"), de Tyc Sports, la cual no pudo viajar a su pelea contra Chávez JR, ya que el mismo maravilla no permitió que ella fuera parte del equipo de transmisión de aquella velada.
Sergio declara que nunca ha fumado ni ingerido alcohol en su vida.
Su apodo de «Maravilla» inspiró al que le pusieron a Adrián Martínez, futbolista campeón de la Copa Sudamericana 2024 con Racing Club. El boxeador se refirió a este apelativo como «bien puesto».

## Títulos y distinciones

### Títulos mundiales
- Campeón Mundial Peso mediano The Ring y Lineal (2010-2014)
- Campeón Mundial Peso mediano CMB (2010-2011 y 2012-2014)
- Campeón Mundial Peso mediano OMB (2010)
- Campeón Mundial Peso superwélter CMB (2008-2010)
- Campeón Mundial Peso superwélter OIB (2003-2004)

### Títulos menores
- Campeón emérito diamante Peso mediano CMB (2011-2014)
- Campeón Latino Peso superwélter CMB (2005-2006)
- Campeón Argentino Peso wélter FAB (2001)
- Campeón Latino Peso wélter CMB (2000)

### Distinciones
- Boxeador del año WBC 2010 y 2012[20][47][48]
- Boxeador del Año The Ring 2010
- Premio "Sugar Ray Robinson" al boxeador del año BWAA 2010
- Boxeador del año Sports Illustrated 2010[49]
- Boxeador del año Boxing News 2011
- K.O. del año The Ring 2010
- K.O. del año Sports Illustrated 2010
- Olimpia de Oro 2012
- Premio Konex de Platino 2020 al mejor boxeador argentino de la década 2010[50]

## Récord profesional
| 57 victorias (32 por knockout, 24 por decisión, 1 por descalificación), 3 derrotas (2 por knockout, 1 por decisión), 2 empates |        |                         |      |                |            |                                                               | |
| Res. | Récord | Rival                   | Tipo | Asalto, Tiempo | Fecha      | Localidad                                                     | Notas |
| Victoria | 57-3-2 | Jhon Teherán            | KO   | 1 (12), 1:27   | 21-03-2023 | Estadio Luna Park, Ciudad Autónoma de Buenos Aires, Argentina | |
| Victoria | 56-3-2 | Noah Kidd               | KO   | 2 (8), 2:35    | 11-12-2022 | Caribe Royale Orlando, Orlando, Estados Unidos                | |
| Victoria | 55-3-2 | Macaulay McGowan        | UD   | 10             | 27-01-2022 | Centro Wizink, Madrid, España                                 | |
| Victoria | 54–3–2 | Brian Rose              | UD   | 10             | 25-09-2021 | Valdemoro, Madrid, España                                     | |
| Victoria | 53–3–2 | Jussi Koivula           | TKO  | 9 (10)         | 19-12-2020 | Bolera Severino Prieto, Torrelavega, Cantabria                | |
| Victoria | 52-3-2 | José Miguel Fandiño     | TKO  | 7 (10)         | 21-08-2020 | El Malecón, Torrelavega, Cantabria                            | Retorno de Maravilla al boxeo tras 6 años de inactividad.                                                              |
| Derrota | 51-3-2 | Miguel Cotto            | RTD  | 10 (12), 0:06  | 07-06-2014 | Madison Square Garden, Nueva York, Nueva York                 | Perdió los títulos CMB, Lineal y The Ring en la categoría mediano.                                                     |
| Victoria | 51-2-2 | Martin Murray           | UD   | 12             | 27-04-2013 | Estadio José Amalfitani, Buenos Aires, distrito federal       | Retuvo los títulos CMB, Lineal y The Ring en la categoría mediano.                                                     |
| Victoria | 50-2-2 | Julio César Chávez, Jr. | UD   | 12             | 15-09-2012 | Thomas & Mack Center, Las Vegas, Nevada                       | Retuvo los títulos Lineal y The Ring en la categoría mediano. Ganó el título CMB en la categoría mediano.              |
| Victoria | 49-2-2 | Matthew Macklin         | RTD  | 11 (12), 3:00  | 17-03-2012 | Madison Square Garden Theater, Nueva York, Nueva York         | Retuvo los títulos Lineal y The Ring en la categoría mediano.                                                          |
| Victoria | 48-2-2 | Darren Barker           | KO   | 11 (12), 1:29  | 01-10-2011 | Boardwalk Hall, Atlantic City, Nueva Jersey                   | Retuvo los títulos Lineal y The Ring en la categoría mediano.                                                          |
| Victoria | 47-2-2 | Sergiy Dzinziruk        | TKO  | 8 (12), 1:43   | 12-03-2011 | MGM Grand at Foxwoods Resort, Mashantucket, Connecticut       | Retuvo los títulos Lineal y The Ring en la categoría mediano. Se le otorga el título CMB Diamante como reconocimiento. |
| Victoria | 46-2-2 | Paul Williams           | KO   | 2 (12), 1:10   | 20-11-2010 | Boardwalk Hall, Atlantic City, Nueva Jersey                   | Retuvo los títulos CMB, Lineal y The Ring en la categoría mediano.                                                     |
| Victoria | 45-2-2 | Kelly Pavlik            | UD   | 12             | 17-04-2010 | Boardwalk Hall, Atlantic City, Nueva Jersey                   | Ganó los títulos CMB, OMB, Lineal y The Ring en la categoría mediano.                                                  |
| Derrota | 44-2-2 | Paul Williams           | MD   | 12             | 05-12-2009 | Boardwalk Hall, Atlantic City, Nueva Jersey                   | |
| Empate | 44-1-2 | Kermit Cintrón          | MD   | 12             | 14-02-2009 | BankAtlantic Center, Sunrise, Florida                         | Retuvo el título interino CMB en la categoría superwélter.                                                             |
| Victoria | 44-1-1 | Alex Bunema             | TKO  | 8 (12), 3:00   | 04-10-2008 | Pechanga Resort and Casino, Temecula, California              | Ganó el título interino CMB en la categoría superwélter.                                                               |
| Victoria | 43-1-1 | Archak TerMeliksetian   | TKO  | 7 (10), 2:14   | 07-06-2008 | Mohegan Sun Casino, Uncasville, Connecticut                   | |
| Victoria | 42-1-1 | David Toribio           | UD   | 4              | 16-02-2008 | MGM Grand Las Vegas, Las Vegas, Nevada                        | |
| Victoria | 41-1-1 | Russell Jordan          | TKO  | 4 (10), 0:59   | 06-12-2007 | Paradise Theater, Bronx, Nueva York                           | |
| Victoria | 40-1-1 | Pavel Florin Madalin    | TKO  | 4 (6)          | 06-10-2007 | Polideportivo Sage 2000, Madrid, Comunidad de Madrid          | |
| Victoria | 39-1-1 | Saúl Román              | TKO  | 4 (12), 2:25   | 27-04-2007 | Grand Plaza Hotel, Houston, Texas                             | |
| Victoria | 38-1-1 | Oliver Tchinda          | KO   | 5 (8)          | 07-10-2006 | Pabellón La Solidaridad, Fuenlabrada, Comunidad de Madrid     | |
| Victoria | 37-1-1 | Vasile Surcica          | UD   | 12             | 26-05-2006 | Poliesportiu Insular Blanca Dona, Ibiza, Islas Baleares       | Retuvo el título CMB Latino en la categoría superwélter.                                                               |
| Victoria | 36-1-1 | Presente Brito          | TKO  | 1 (8)          | 01-04-2006 | Estadio Rayo Vallecano, Madrid, Comunidad de Madrid           | |
| Victoria | 35-1-1 | Tamaz Tskrialashvili    | TKO  | 6 (8)          | 04-11-2005 | Plaza de toros La Cubierta, Leganés, Comunidad de Madrid      | |
| Victoria | 34-1-1 | Álvaro Moreno Gamboa    | KO   | 2 (12)         | 05-10-2005 | La Línea de la Concepción, Andalucía                          | Retuvo el título CMB Latino en la categoría superwélter.                                                               |
| Victoria | 33-1-1 | Albert Airapetian       | KO   | 11 (12)        | 04-03-2005 | León, Castilla y León                                         | Ganó el título CMB Latino en la categoría superwélter.                                                                 |
| Victoria | 32-1-1 | Jorge Teixeira Pina     | TKO  | 5 (8), 0:23    | 07-01-2005 | Pabellón municipal, Lugo, Galicia                             | |
| Victoria | 31-1-1 | Richard Williams        | TKO  | 9 (12), 1:25   | 17-04-2004 | Kings Hall, Belfast, Irlanda del Norte                        | Retuvo el título OIB en la categoría superwélter.                                                                      |
| Victoria | 30-1-1 | Adrian Stone            | KO   | 12 (12), 1:50  | 09-10-2003 | Whitchurch Sports Centre, Bristol, Avon                       | Retuvo el título OIB en la categoría superwélter.                                                                      |
| Victoria | 29-1-1 | Richard Williams        | UD   | 12             | 21-06-2003 | Manchester Arena, Mánchester, Lancashire                      | Ganó el título OIB en la categoría superwélter.                                                                        |
| Victoria | 28-1-1 | Frank Oppong            | UD   | 8              | 09-05-2003 | Plaza de toros La Cubierta, Leganés, Comunidad de Madrid      | |
| Victoria | 27-1-1 | Miguel Ángel Pérez      | KO   | 1 (8)          | 07-02-2003 | Plaza de Toros La Cubierta, Leganés, Comunidad de Madrid      | |
| Victoria | 26-1-1 | Vasile Surcica          | UD   | 8              | 12-07-2002 | Campo de fútbol Las Américas, Parla, Comunidad de Madrid      | |
| Victoria | 25-1-1 | Álvaro Moreno Gamboa    | UD   | 8              | 26-04-2002 | Palau Blaugrana, Barcelona, Cataluña                          | |
| Victoria | 24-1-1 | Francisco Antonio Mora  | UD   | 10             | 02-02-2002 | Estadio F.A.B., Buenos Aires, distrito federal                | |
| Victoria | 23-1-1 | Sergio Ernesto Acuña    | TKO  | 7 (12), 1:47   | 27-10-2001 | Estadio F.A.B., Buenos Aires, distrito federal                | Retuvo el título FAB en la categoría wélter.                                                                           |
| Victoria | 22-1-1 | Javier Alejandro Blanco | UD   | 10             | 08-09-2001 | Estadio F.A.B., Buenos Aires, distrito federal                | Ganó título vacante FAB en la categoría wélter.                                                                        |
| Victoria | 21-1-1 | Enrique Areco           | TKO  | 8 (8), 0:01    | 14-07-2001 | Ce.De.M. N.º 2, Caseros, Buenos Aires                         | |
| Victoria | 20-1-1 | Elbio Felipe González   | TKO  | 6 (10)         | 19-05-2001 | Nueve de Julio, Buenos Aires                                  | |
| Victoria | 19-1-1 | Adrián Walter Daneff    | KO   | 4 (12)         | 16-06-2000 | Club Argentino de Quilmes, Quilmes, Buenos Aires              | Ganó el título vacante OMB Latino en la categoría wélter.                                                              |
| Victoria | 18-1-1 | Javier Alejandro Blanco | UD   | 8              | 05-05-2000 | Santa Rosa, La Pampa                                          | |
| Victoria | 17-1-1 | Raúl Eduardo Bejarano   | UD   | 6              | 15-04-2000 | Club Argentino de Quilmes, Quilmes, Buenos Aires              | |
| Derrota | 16-1-1 | Antonio Margarito       | TKO  | 7 (10), 2:57   | 19-02-2000 | Mandalay Bay Resort and Casino, Las Vegas, Nevada             | |
| Victoria | 16-0-1 | Paulo Alejandro Sánchez | UD   | 10             | 22-10-1999 | Club Argentino de Quilmes, Quilmes, Buenos Aires              | |
| Victoria | 15-0-1 | Silvio Walter Rojas     | UD   | 10             | 09-10-1999 | Círculo General Belgrano, Ciudad Evita, Buenos Aires          | |
| Victoria | 14-0-1 | Walter Fabián Saporiti  | TKO  | 2 (8)          | 11-09-1999 | Club Argentino de Quilmes, Quilmes, Buenos Aires              | |
| Victoria | 13-0-1 | Ariel Gabriel Chaves    | UD   | 10             | 28-08-1999 | Club Argentino de Quilmes, Quilmes, Buenos Aires              | |
| Victoria | 12-0-1 | Paulo Alejandro Sánchez | UD   | 10             | 17-07-1999 | Villa Domínico, Avellaneda, Buenos Aires                      | |
| Victoria | 11-0-1 | Silvio Walter Rojas     | UD   | 10             | 26-06-1999 | Club Argentino de Quilmes, Quilmes, Buenos Aires              | |
| Victoria | 10-0-1 | Elio Vaca Anglarill     | UD   | 8              | 15-05-1999 | Club Argentino de Quilmes, Quilmes, Buenos Aires              | |
| Victoria | 9-0-1  | José Antonio Pérez      | UD   | 8              | 17-04-1999 | Club Argentino de Quilmes, Quilmes, Buenos Aires              | |
| Victoria | 8-0-1  | Ignacio Ramón Cáceres   | TKO  | 4 (6)          | 19-03-1999 | Club Argentino de Quilmes, Quilmes, Buenos Aires              | |
| Victoria | 7-0-1  | Arnaldo Gabriel Molina  | TKO  | 5 (6)          | 05-03-1999 | Mar del Plata, Buenos Aires                                   | |
| Victoria | 6-0-1  | Gabriel Leónidas Leiva  | TKO  | 3 (8)          | 04-12-1998 | Estudios Canal 9 TV, Buenos Aires, distrito federal           | |
| Victoria | 5-0-1  | Luis Alberto Baldomir   | TKO  | 5 (6)          | 04-09-1998 | Estadio F.A.B., Buenos Aires, distrito federal                | |
| Victoria | 4-0-1  | Juan Mauricio Marino    | UD   | 6              | 22-08-1998 | Estadio F.A.B., Buenos Aires, distrito federal                | |
| Victoria | 3-0-1  | Mario Javier Nieva      | UD   | 6              | 25-07-1998 | Estadio F.A.B., Buenos Aires, distrito federal                | |
| Empate | 2-0-1  | Juan Mauricio Marino    | MD   | 4              | 14-03-1998 | Estudios de América T.V., Buenos Aires, distrito federal      | |
| Victoria | 2-0    | Julio César Villalva    | TKO  | 1 (6)          | 20-02-1998 | Cipolletti, Río Negro                                         | |
| Victoria | 1-0    | Cristian Marcelo Vivas  | DQ   | 2 (6)          | 27-12-1997 | Ituzaingó, Buenos Aires                                       | |